# Hájek (Karlovy Vary-i járás)
Hájek település Csehországban, Karlovy Vary-i járásban. Hájek Hroznětín, Sadov és Ostrov településekkel határos. Lakosainak száma 643 fő (2024. január 1.).

## Népesség
A település lakosságának változását az alábbi diagram mutatja:
| Lakosok száma | 430  | 663  | 652  | 471  | 334  | 490  | 616  | 623  | 651  | 643  |
|               | 1869 | 1900 | 1921 | 1961 | 1980 | 2011 | 2016 | 2019 | 2021 | 2024 |